# Ezra P. Savage
Ezra Perin Savage, né le 3 avril 1842 et mort le 8 janvier 1920, est un homme politique républicain américain. Il est le 12e gouverneur du Nebraska entre 1901 et 1903.

## Sources
- (en) Cet article est partiellement ou en totalité issu de l’article de Wikipédia en anglais intitulé « Ezra P. Savage » (voir la liste des auteurs).